# IC 3493
IC 3493 је појединачна звијезда у сазвјежђу Дјевица која се налази на листи објеката дубоког неба у Индекс каталогу.
Деклинација објекта је + 9° 23' 36" а ректасцензија 12h 33m 18,8s.